# Musaranya de Sclater
La musaranya de Sclater (Myosorex sclateri) és una espècie de mamífer de la família de les musaranyes (Soricidae) endèmica de Sud-àfrica. El seu hàbitat natural són els boscos i aiguamolls de plana humits tropicals o subtropicals. Es troba amenaçada per la pèrdua d'hàbitat.